# Un joli rayon de soleil
Pour plus de détails, voir Fiche technique et Distribution.
Un joli rayon de soleil (Little Mary Sunshine) est un film muet américain, réalisé et interprété par Henry King, sorti en 1916.

## Synopsis
Abandonnée par son père après qu'il a tué sa mère alors qu'il était saoul, Mary, une petite fille de 3 ans, cherche un endroit pour dormir et monte dans une automobile à l'arrêt. Parallèlement, Sylvia Sanford jette dehors son amoureux Bob Daley car il boit trop et celui-ci entre en titubant dans sa voiture et y découvre Mary sous une couverture. Bob l'emmène chez lui et prend soin d'elle, ce qui le rend à la fois responsable et sobre. Voyant cela, Sylvia se réconcilie avec lui et l'épouse, et ils s'occupent de Mary comme si elle était leur fille.

## Fiche technique
- Titre : Un joli rayon de soleil
- Titre original : Little Mary Sunshine
- Réalisation : Henry King
- Scénario : Daniel F. Whitcomb
- Photographie : Harry W. Gerstad
- Production : E.D. Horkheimer, H.M. Horkheimer
- Société de production : Balboa Feature Film Company
- Société de distribution :  Pathé Exchange
- Pays de production :  États-Unis
- Langue : anglais
- Format : Noir et blanc - 35 mm - 1,37:1 - Muet
- Genre : Comédie dramatique
- Durée : 46 minutes (5 bobines)
- Dates de sortie :
  - États-Unis : 3 mars 1916
  - France : 24 novembre 1916
- Licence : Domaine public

## Distribution
- Marie Osborne : Mary
- Henry King : Bob Daley
- Marguerite Nichols : Sylvia Sanford
- Andrew Arbuckle : le père de Bob
- Mollie McConnell : la mère de Sylvia